# Benno Ohnesorg
Benno Ohnesorg (født 15. oktober 1940 i Hannover, død 2. juni 1967 i Vestberlin) var en tysk student, der blev skudt af politimanden Karl-Heinz Kurras i forbindelse med studenteroprørene i Vestberlin i 1967. Ohnesorg deltog i en demonstration foran Deutsche Oper mod den iranske shah Mohammad Reza Pahlavis besøg. Demonstrationen, der var arrangeret af det socialistiske studenterforbund, var Ohnesorgs første.
Det har senere vist sig, at drabsmanden Karl-Heinz Kurras var agent for DDR's hemmelige politi Stasi og medlem af det østtyske kommunistparti.
Ohnesorg læste romanistik og germanistik, var pacifist og medlem af en protestantisk studentermenighed. Han var gift, og hans kone var gravid, da han døde.
Mordet på Ohnesorg medførte en radikalisering af den daværende vesttyske studenterbevægelse, og 2. juni-bevægelsen blev opkaldt efter hans dødsdag. I dag er der rejst et mindesmærke ved Deutsche Oper Berlin, ligesom en bro over Ihme i Hannover er opkaldt efter Ohnesorg.

## Fodnoter
1. ↑  Küpper, Mechthild (21. maj 2009). "Stasi-Mitarbeiter erschoss Benno Ohnesorg". Frankfurter Allgemeine Zeitung.
2. ↑  Zemanova, Christina (22. maj 2009). "Vesttysk student blev skudt af Stasi-spion". Politiken.